# RIX (betalningssystem)
RIX, Riksbankens system för överföring av kontoförda pengar, vilket liknats vid ett system med digitala kontanter, är kärnan i det svenska betalningssystemet. Enligt Riksbanken slussas samtliga transaktioner mellan svenska banker, clearingorganisationer och Riksgälden genom RIX och omsättningen är dagligen omkring en sjättedel av Sveriges BNP. Omkring 25 banker, inklusive några utländska, har egna konton i RIX. De banker som inte har egna konton kan oftast använda sig av RIX genom ombud. Utöver banker är även clearingorganisationerna BGC, VPC och OM samt Riksgäldskontoret RIX-deltagare.

## RIX-deltagare
Nordea, SEB, Handelsbanken och Swedbank, var och en med 7000–9000 anställda i Sverige har tillgång till digitala kontanter, "centralbankspengar", på RIX, Riksbankens system för överföring av kontoförda pengar. Förutom dessa storbanker, SBAB och Riksbanken självt, är följande banker och andra institut medlemmar i RIX: Bankgirocentralen (BGC), Citibank, CLS Bank, Crédit Agricole, Danske Bank, DnB NOR Bank, EMCF, Euroclear Sweden, Fortis Bank SA/NV, JP Kommuninvest, Landshypotek AB, Länsförsäkringar, NASDAQ OMX, Nordnet Bank, Nykredit Bank A/S, Riksbanken, Riksgälden, Royal Bank of Scotland, Skandiabanken och Ålandsbanken. Deutsche Bank AG, Svensk Exportkredit, Morgan Chase och UBS AG är inte medlemmar men nämns ändå på Riksbankens RIX-deltagarlista. I övrigt kan också noteras att flertalet av de utländska bankerna på listan har London som motpart. Ett antal banker i Sverige står utanför RIX, däribland många lokala sparbanker och de två medlemsägda bankerna JAK-banken och Ekobanken. Vissa av storbankerna i RIX agerar dock som ombud för mindre banker som ej har tillträde till RIX. Dessa mindre banker har då avtal med och konto hos den RIX-deltagande banken, vilka administrerar överföringar å dennes räkning.

## Så fungerar RIX

### Dagslånemarknaden, DM
Dagar då RIX är öppet kallas bankdagar och under dessa dagar tillåts RIX-deltagare att ha negativa tillgodohavanden. Det innebär att de tillåts att låna av Riksbanken under dagen. Dessa dagslån kräver full säkerhet (i form av värdepapper) och är räntefria om de betalas tillbaks före klockan 18.00. Räntevillkoren för dagslån utgår från Riksbankens reporänta, exempelvis så att utlåningsräntan är reporänta plus 0,75 och inlåningsränta är reporänta minus 0,75, varvid räntekorridoren blir 1,5 procent. De RIX-deltagare som är banker kan också få låna till nästa dag, vilket kallas övernattenlån eller dagslån.